# Carole Boston Weatherford
Carole Boston Weatherford (Baltimora, 13 febbraio 1956) è una scrittrice statunitense.

## Biografia
Autrice di libri illustrati per bambini e di opere storiche riguardo agli afroamericani, la Weatherford è famosa per aver criticato i Pokémon e Dragon Ball di rappresentare le persone di colore in maniera stereotipata. In risposta alle critiche la Nintendo e la Viz hanno modificato l'aspetto di Jynx e di Mr. Popo.